# Ventas de Huelma
Ventas de Huelma ist eine Gemeinde in der Provinz Granada im Südosten Spaniens mit 674 Einwohnern (Stand: 2024). Die Gemeinde liegt in der Comarca Alhama. 

## Geografie
Die Gemeinde grenzt an Agrón, Cacín, Chimeneas, Escúzar und La Malahá.